# Серебровская, Александра Александровна
Александра Александровна Серебровская (22 октября 1917, Москва — 26 апреля 1945, Балтийская коса) — младший лейтенант ВМФ СССР, санинструктор 260-й бригады морской пехоты ВМФ СССР, посмертно награждена орденом Отечественной войны I степени.

## Биография
Родилась 22 октября 1917 года в семье биологов. Отец — генетик, профессор МГУ Александр Сергеевич Серебровский. Мать — кандидат биологических наук Раиса Исааковна Серебровская (урождённая Гальперин, 1888—1981). После окончания 7-го класса Александра устроилась практиканткой на Грибовскую селекционную станцию, по окончании 10-го класса проходила практику в Мичуринске у С. Ф. Черненко. По окончании практики попала во Всесоюзный институт растениеводства. В 1935 году поступила в МГУ на биологический факультет, в 1940 году стала аспирантом кафедры генетики факультета.
На фронте с 1941 года, в сентябре после окончания ускоренных курсов медсестёр отправлена в военно-морской госпиталь в Кронштадте. В составе 260-й бригады морской пехоты участвовала в боях от Ленинграда до Пиллау. Занимала должность старшего лаборанта санитарного взвода отдельной медико-санитарной роты, работала старшей операционной сестрой. Зимой 1942—1943 годов служила санинструктором в батальоне автоматчиков бригады морской пехоты, держала оборону под Ораниенбаумом. Летом 1943 года начала подготовку к десантным операциям, совершив несколько прыжков с парашютом. Участница десантных операций в 1944—1945 годах.
26 апреля 1945 года на Балтийской косе (Фриш-Нерунг) недалеко от Пиллау, помогая под вражеским огнём добираться до берега тяжело раненым морякам, Александра погибла от осколочных ранений, полученных после разрыва артиллерийского снаряда.

Как пишет Л. А. Лазебник, цитируя письмо командира погибшей её родным: 
Шесть часов напряжённого боя она была невредима. Шура работала самоотверженно, успевала везде, где было особенно трудно и опасно. Бой уже подходил к концу, противник на нашем участке был разбит, но издали разрозненные группы ещё вели артиллерийский и миномётный огонь. Александра Александровна пошла сама помогать эвакуации раненых на десантные корабли, и в этот момент близко разорвалась мина, и осколок попал ей прямо в сердце. Смерть наступила мгновенно, даже на лице её не угасла улыбка…
12 мая 1945 года посмертно награждена орденом Отечественной войны I степени. Похоронена в братской могиле советских воинов в Балтийске.

## Память
9 мая 1974 года в Балтийске был открыт бюст А. А. Серебровской (работа скульптора О. Н. Аврамченко) — в сквере на улице, названной именем Александры Серебровской.

В 2020 году на выставке под названием «Роль ученых АН СССР в достижениях военной медицины в годы Великой Отечественной войны», проходившей в Архиве Российской академии наук, были представлены письма дочери академика Серебровского. Т. Б. Авруцкая хранитель мемориального кабинета-музея Н. И. Вавилова, рассказывая о подвигах Александры, отметила: 
Она с первого и до самого последнего дня была на войне — сначала медицинской сестрой, затем санинструктором, в последний день войны от снаряда погибла, умерла мгновенно. Вот она пишет письмо папе с мамой: «Дорогие мои, радуйтесь за меня, помните, что я бесконечно счастлива, что могу отдать делу защиты на нашей Родины всё, что в моих силах».
«Возможно, из неё вышел бы далеко не „средний учёный“», — пишет о Серебровской «Комсомольская правда», отмечая, что она с отличием окончила биофак МГУ, а её дипломная работа получила высокую оценку. Вспоминая о подвиге Серебровской, «Комсомольская правда» опубликовала (с комментариями) в 1967 году её письма с фронта.